# Virgem (título)

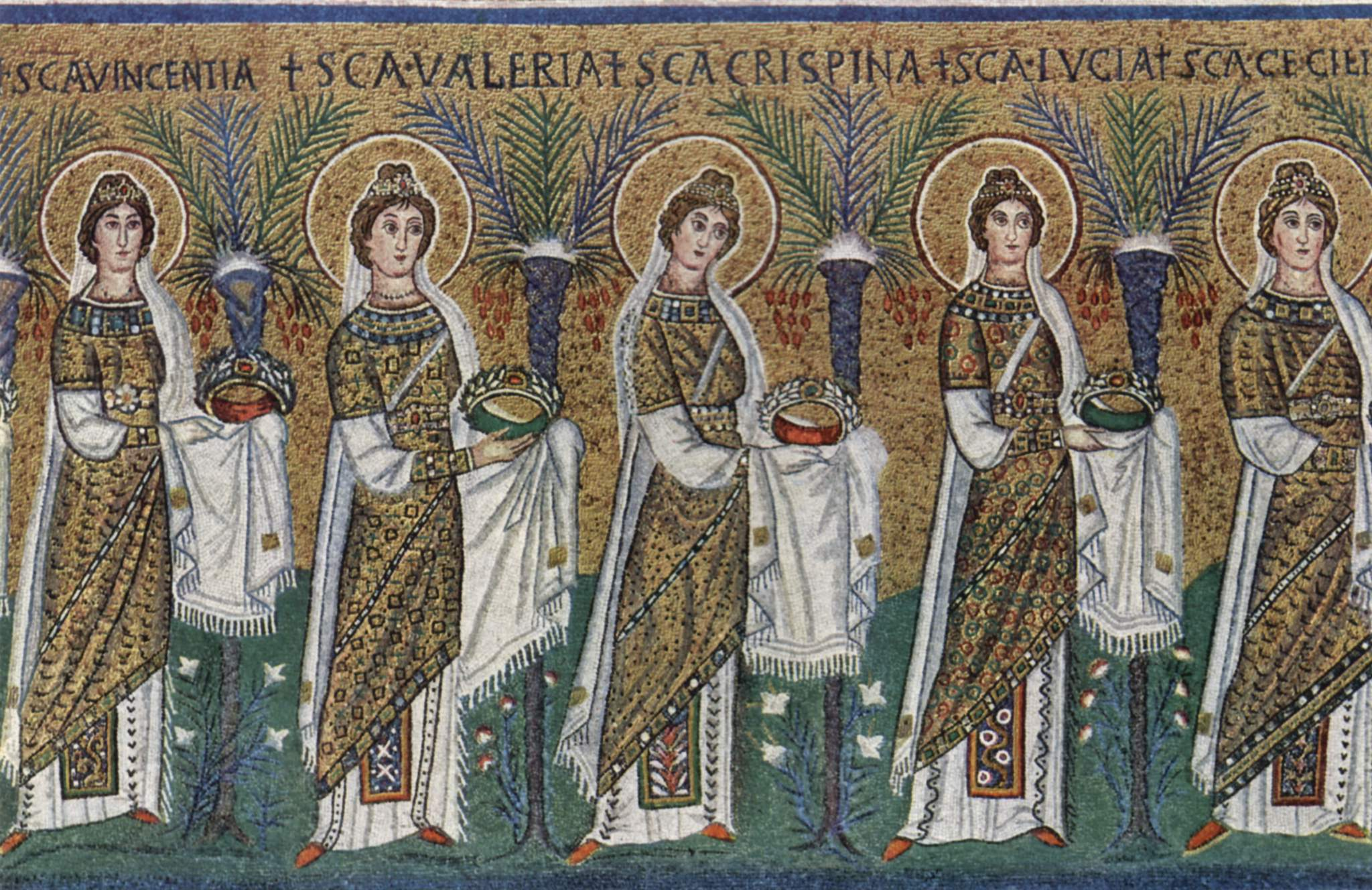
Procissão de virgens mártires carregando palmas e coroas de mártires como a coroa de uma virgem (mestre de Sant'Apollinare Nuovo, século VI)

O título Virgem (em latim: Virgo) é um título honorífico concedido a santas e beatas, usado principalmente na Igreja Ortodoxa Oriental e na Igreja Católica .
A castidade é uma das sete virtudes da tradição cristã, inicialmente enumerada pelo Papa Gregório I no final do século VI. Em 1 Coríntios, o apóstolo Paulo declara que as virgens e as mulheres solteiras estão "preocupadas com os assuntos do Senhor" e que seu "objetivo é serem devotadas ao Senhor tanto no corpo como no espírito". Em 2 Coríntios 11:2, Paulo faz uma alusão à metáfora da Igreja como Noiva de Cristo ao dirigir-se à congregação: “Eu vos desposei com um só marido, para vos apresentar como virgem casta a Cristo”.
Na teologia dos Padres da Igreja, o protótipo da virgem sagrada é Maria, a mãe de Jesus, consagrada assim pelo Espírito Santo na Anunciação.  Embora não seja declarada diretamente nos evangelhos, a virgindade perpétua de Maria foi amplamente defendida como um dogma pelos Padres da Igreja a partir do século IV, e até hoje é levada como um ensinamento católico.

## Virgens mártires

Santa Eufêmia com coroa de virgem, lírio branco e palma do mártir (Andrea Mantegna, 1454)

Na hagiografia dos mártires cristãos do final do século I ao início do século IV, as virgens mártires foram frequentemente perseguidas por se recusarem a entrar num casamento mundano depois de terem jurado manter a virgindade por causa do céu. Outras virgens mártires perderam a vida in defensum castitatis (“em defesa da castidade ”).  Um grupo de virgens mártires da igreja primitiva, nomeadamente Santas Catarina de Alexandria, Margarida de Antioquia, Bárbara de Nicomédia e Doroteia de Cesaréia, é chamado de "as quatro virgens capitais ", três delas pertencem aos Quatorze Santos Auxiliares .
No Missal Romano e no Livro das Horas, as virgens e as virgens mártires têm o seu comum . Diferentes martirológios (por exemplo, o Martyrologium Romanum ou o Martyrologium Hieronymianum) listam as primeiras virgens mártires, algumas das quais também são nomeadas no Cânon da Missa.
- Tecla de Icônio (século I)

- Sandukht da Armênia (século I)
- Felicula e Petronilla de Roma (falecidas por volta de 90)Serápia de Antioquia (c. 119)
- Balbina de Roma (c. 130)
- Quitéria da Aquitânia (falecida em 135)
- Wilgefortis da Lusitânia (falecida em 139)
- Marina de Águas Santas (falecida em 139)
- Cecília de Roma (século II)
- Pudentiana de Roma (século II)
- Fé, Esperança e Caridade de Roma (século II)
- Melitina de Marcianópolis (século II)
- Venera de Roma (falecida em 143)
- Praxedes de Roma (falecida em 165)
- Glicéria de Heracleia (falecida em 177)
- Blandina de Lugduno (falecida em 177)
- Ágata da Sicília (início do século III)
- Gundenis de Cartago (início do século III)
- Paraskevi de Icônio (século III)
- Estela da Gália (século III)
- Reparata de Cesaréia (século III)
- Firmina de Roma (século III)
- Amonária de Alexandria (século III)
- Martina de Roma (falecida em 228)
- Tatiana de Roma (falecida em 226 ou 235)
- Eutália da Sicília (século III)
- Albina de Cesaréia (250 DC)
- Fusca de Ravena (250 DC)
- Kalliopi de Roma (falecida em 250)
- Anastasia de Roma (250 DC)
- Regina de Autun (c. 231–251 DC)
- Rufina e Secunda de Roma (257 DC)
- Máxima, Donatilla e Secunda de Tuburga (257 DC)
- Eugênia de Roma (258 DC)
- Bárbara de Nicomédia (século III)
- Denise de Lâmpsaco (século III)
- Cristina de Bolsena (século III)
- Vibiana (século III)
- Apolônia de Alexandria (falecida em 249)
- Messalina de Foligno (falecida em 251)
- Digna e Emérita de Roma (falecida em 259)
- Agripina de Mineo (falecida em 262)
- Columba de Sens (falecida em 273)
- Pelagia de Antioquia (final do século III)
- Dária de Roma (283 DC)
- Justa e Rufina de Sevilha (falecida em 287)
- Margarida de Antioquia (falecida em 289)
- Teodósia de Tiro (falecido em 290)
- Hripsime da Armênia (falecido em 290)
- Demiana e as 40 Virgens
- Menodora, Metrodora e Ninfodora
- Pelagia de Tarso
- Fé das Conques
- Kyriaki de Nicomédia (falecida em 289)
- Aquilina de Biblos (falecida em 293)
- Susana de Roma (falecida em 295)
- Eulália de Barcelona (falecida em 303)
- Engrácia de Saragoça (falecida em 303)
- Eufêmia de Calcedônia (falecida em 303)
- Devota da Córsega (falecida em 303)
- Rais de Tamman (falecida em 303)
- Marciana da Mauritânia (falecida em 303)
- Inês de Roma (falecida em 304)
- Emerenciana de Roma (falecida em 304)
- Anastácia de Sirmio (falecida em 304)
- Charitina de Amisus (falecida em 304)
- Febrônia de Nísibis (falecida em 304)
- Justina de Pádua (falecida em 304)
- Lúcia de Siracusa (falecida em 304)
- Ágape, Chionia e Irene de Tessalônica (falecido em 304)
- Filomena de Roma (falecida em 304)
- Eulália de Mérida (falecida em 304)
- Juliana de Nicomédia (falecida em 304)
- Afra de Augsburgo (falecida em 304)
- Vitória de Albitina (falecida em 304)
- Trofimena da Sicília (falecida em 304)
- Teodora de Alexandria (falecida em 304)
- Justina de Antioquia (falecida em 304)
- Anysia de Salônica (falecida em 304)
- Crispina da Numídia (falecida em 304)
- Leocádia de Toledo (falecida em 304)
- Vitória de Córdoba (falecida em 304)
- Catarina de Alexandria (falecida em 305)
- Vasilissa de Nicomédia (falecida em 309)
- Berenice e Prosdoce da Síria (falecido em 310)
- Doroteia de Cesaréia (falecida em 311)
- Fausta de Cízico (falecido em 311)
- Antonina de Constantinopla (falecida em 313)
- Bibiana de Roma (falecida em 361/3)
- Úrsula de Colônia e Companheiras, como Letícia e Córdola (falecida em 384; várias outras datas tradicionais)
- Noyale da Bretanha (século V)
- Ia da Cornualha (século V)
- Augusta de Treviso (século V)
- Júlia da Córsega (falecida em 439)
- Olivia de Palermo (falecida em 448)
- Eluned de Brecon (falecida em 468)
- Juthwara (século VI)
- Ninfa de Palermo (século VI)
- Columba da Cornualha (século VI)
- Cristina da Pérsia (século VI)
- Dimphna de Geel (século VII)
- Alena de Bruxelas (falecida em 640)
- Irene de Tomar (c. 653)
- Winifred de Treffynnon (falecida por volta de 660)
- Teodósia de Constantinopla (falecida em 729)
- Sidwell de Devon (falecida em 740)
- Febrônia da Síria (falecida em 749)
- Columba de Córdoba (falecida em 853)
- Solange de Bourges (falecida em 880)
- Belina de Troyes (falecida em 1153), canonizada em 1203
- Margarida de Louvain (falecida em 1225)
- Markela de Quios (século XIV)
- Joana D'Arc (falecida em 1431), canonizada em 1920
- Irene de Lesbos (falecida em 1463)
- Helena de Sinope (1700)
- Kyranna de Salónica (falecida em 1751)
- Maria Goretti (falecida em 1902), canonizada em 1950
- Karolina Kózka (falecida em 1914), beatificada em 1987
- Albertina Berkenbrock (falecida em 1931), beatificada em 2007
- Antonia Messina (falecida em 1935), beatificada em 1987
- Benigna Cardoso da Silva (falecida em 1941), beatificada em 2022
- Edith Stein (falecida em 1942), canonizada em 1998
- Maria Restituta Kafka (falecida em 1943), beatificada em 1998
- Anna Kolesárová (falecida em 1944), beatificada em 2018
- Pierina Morosini (falecida em 1957), beatificada em 1987
- Veronica Antal (falecida em 1958), beatificada em 2018
- Marie-Clémentine Anuarite Nengapeta (falecida em 1964), beatificada em 1985
- Isabel Cristina Mrad Campos (falecida em 1982), beatificada em 2022
- Lindalva Justo de Oliveira (falecida em 1993), beatificada em 2007

## Virgens consagradas
A tradição do rito da Consecratio virginum> (consagração de uma virgem) remonta ao século IV, a forma de vida aos tempos apostólicos. A primeira consagração formal conhecida é a de Santa Marcelina, datada de 353 d.C., mencionada em De Virginibus por seu irmão, Santo Ambrósio . Outra virgem consagrada antiga é Santa Genevieve ( c. 422 – c. 512 ).
De acordo com Raimundo de Cápua, Santa Catarina de Sena ( c. 1347–1380 ) aos 21 anos ( c. 1368 ) experimentou o que ela descreveu em suas cartas como um casamento místico com Jesus Cristo, mais tarde um tema popular na arte como o casamento místico de Santa Catarina .
O Cânon 922 do Catecismo da Igreja Católica afirma que “Desde os tempos apostólicos, as virgens cristãs, chamadas pelo Senhor a apegar-se somente a Ele com maior liberdade de coração, corpo e espírito, decidiram, com a aprovação da Igreja, viver em estado de virgindade 'por causa do Reino dos céus'."
As virgens são consagradas para a igreja como noiva de Cristo, tanto nas igrejas ortodoxas quanto na igreja católica romana. Enquanto neste último a consagração foi concedida durante séculos apenas às freiras que vivem em mosteiros de clausura, a outorga às mulheres que vivem no mundo foi reintroduzida pelo Papa Paulo VI em 1970.  O número de virgens consagradas varia na casa dos milhares. As estimativas derivadas dos registros diocesanos variam em cerca de 5.000 virgens consagradas em todo o mundo em 2018. 